# Cecilia Nilsson
Birgitta Maria Cecilia Nilsson (født 15. juli 1957) er en svensk skuespillerinde. Hun studerede på Teaterhögskolan i Stockholm fra 1978 til 1981 og har været tilknyttet både Helsingborgs stadsteater og Stockholms stadsteater.
I 2012 modtog Nilsson en Guldbagge for sin medvirken i filmen Simon og egetræerne (2011).

## Privatliv
Hun har siden 1988 været i et forhold med skuespilleren Krister Henriksson. Parret har en søn sammen.

## Udvalgt filmografi
- Den hvide sten (tv-serie, 1973)
- Strindberg - et liv (tv-serie, 1985)
- Mimmi (tv-serie, 1988)
- Dockpojken (1993)
- Tre kronor (tv-serie, 1994)
- Zonen (tv-serie, 1996)
- Rusar i hans famn (1996)
- Svensson, Svensson (tv-serie, 1996)
- Anna Holt - polis (tv-serie, 1996)
- Lilla Jönssonligan och cornflakeskuppen (1996)
- Rederiet (tv-serie, 1997)
- Lilla Jönssonligan på styva linan (1997)
- Svar med foto (1999)
- Den bedste sommer (2000)
- Beck (tv-serie, 2002)
- Graven (tv-serie, 2004-2005)
- Kim Novak badede aldrig i Genesarets sø (2005)
- Wallander (tv-serie, 2006)
- Maria Wern (tv-serie, 2008)
- Simon og egetræerne (2011)
- Anno 1790 (tv-serie, 2011)
- IRL (2013)
- Modus (tv-serie, 2015)
- Springfloden (tv-serie, 2016-2018)
- Mord i Skærgården (tv-serie, 2020)
- Sneengle (tv-serie, 2021)
- Hændelser ved vand (tv-serie, 2023)